# 大門ダム
大門ダム（だいもんダム）は、山梨県北杜市、富士川水系大門川に建設されたダム。高さ65.5メートルの重力式コンクリートダムで、洪水調節・不特定利水・上水道・発電を目的とする、山梨県営の多目的ダムである。ダム湖（人造湖）の名は清里湖（きよさとこ）という。

## 歴史
大門川は八ヶ岳に端を発し、清里高原を流下し須玉川へ合流する富士川水系の河川である。河川勾配が急なこともあり大雨によって増水し水害をもたらした。山梨県は大門川や須玉川の治水計画について川幅の拡幅による河川改修を検討したが、すでに沿岸部は宅地開発が進んでいたことからこれを断念し、ダム建設を推進。同時に、リゾート開発が盛んな地域の上水道用水源の確保（峡北地域広域水道用水供給事業）を計画に盛り込んだ。
建設工事は1968年（昭和43年）4月に着工。総事業費173億円が投じられた事業は1988年（昭和63年）3月に完成を迎えた。1998年（平成10年）には塩川ダムが完成し、両ダムは連携して北杜市や下流の韮崎市の水害抑止という大役を果たしている。

## 周辺
大門ダムは清里高原を流れる大門川に建設された。中央自動車道・須玉インターチェンジより国道141号・清里ラインを清里高原に向かって北上し、道の駅南きよさとを過ぎてしばらく進んだところに大門ダムへと通じる道がある。大門ダムによって誕生したダム湖には八ヶ岳のふもとに広がる清里高原にちなみ、清里湖という名が与えられた。完成当時はちょうど山梨県北巨摩郡須玉町と高根町との境にあったが、合併により両町はともに北杜市の一部となっている。
大門ダム建設地点が火山噴出物の堆積した台地であることから特にダム湖右岸側は漏水を抑えるため、約4.2ヘクタールに渡ってアスファルトで舗装し遮水工としてある。土木学会はこの工事を評価し、1986年（昭和61年）に山梨県土木部には技術賞が贈られた。その記念碑はダム右岸の公園内に案内板などとともに置かれている。ダム直下には小規模な水力発電設備があり、放流水を利用して発生した電力をダムの機能維持に利用している。
大門ダム完成に併せて整備された上水道は、清里高原とその周辺地域から水不足への不安を解消させた。ただし、地元では上流からの下水の流入による水質汚濁を指摘する声がある。

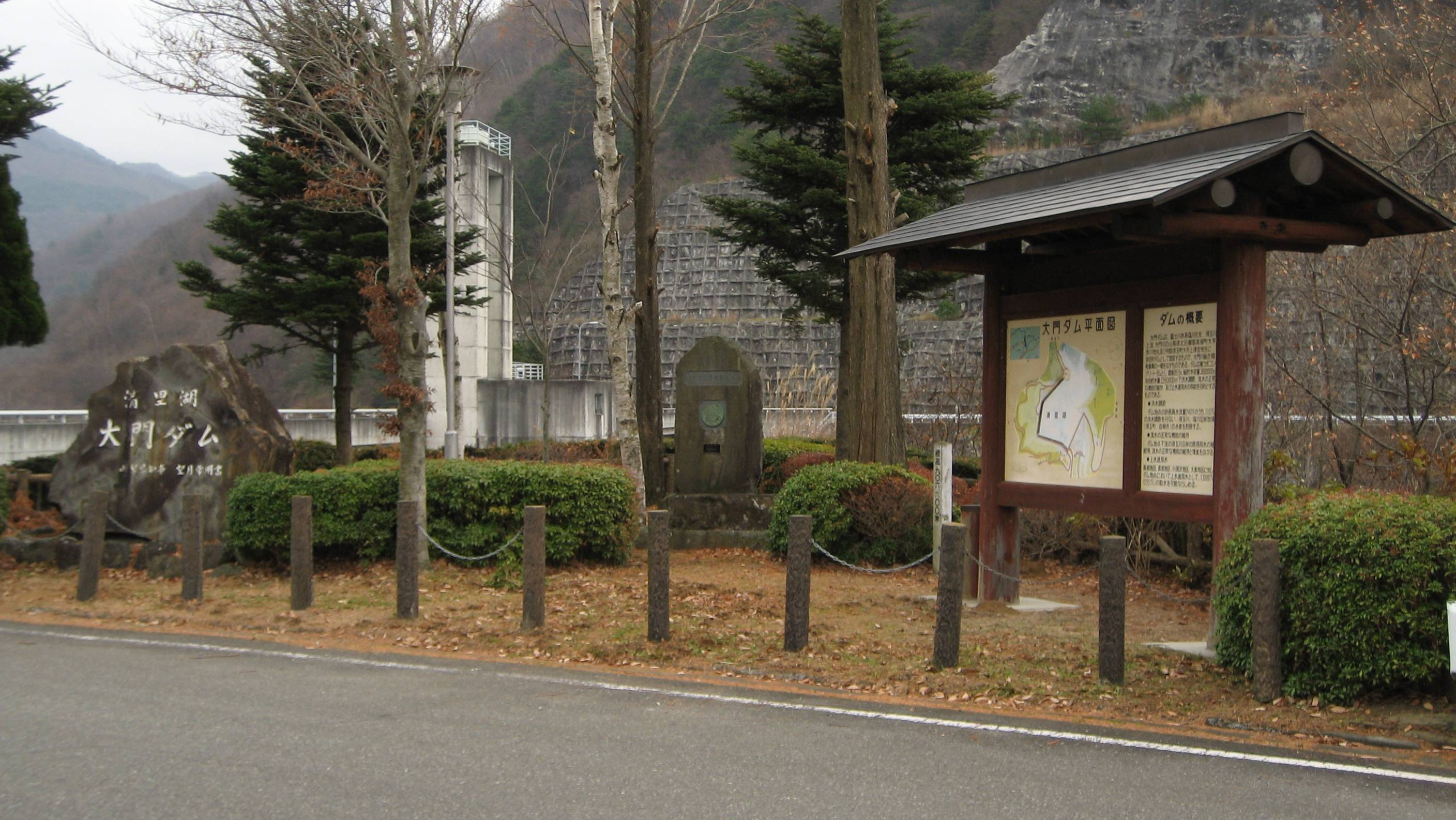
ダム右岸の小公園
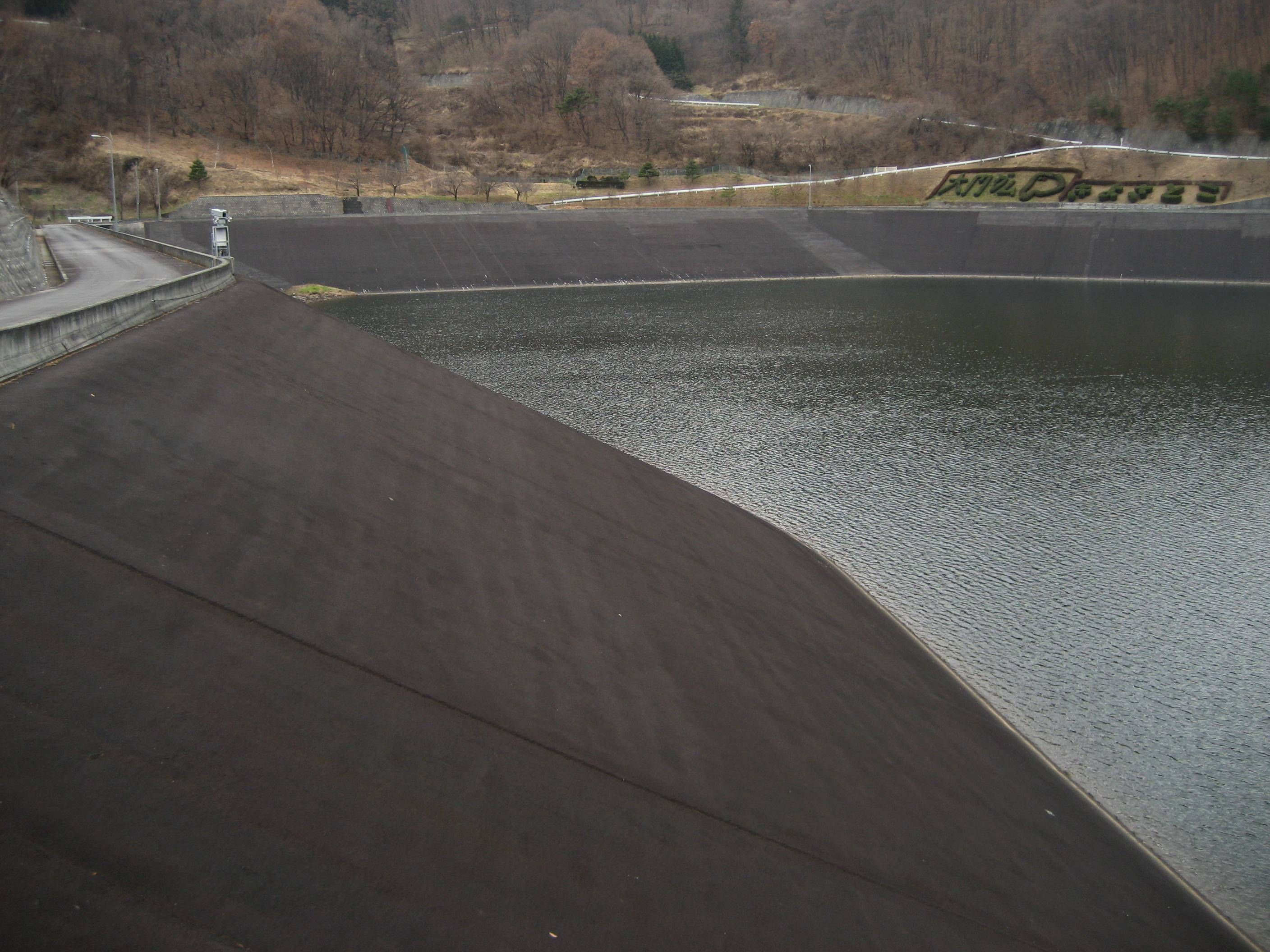
ダム湖右岸のアスファルトフェイシング